# Distrito de Wyre Forest
Wyre Forest es un distrito no metropolitano del condado de Worcestershire (Inglaterra). Tiene una superficie de 195,41 km². Según el censo de 2001, Wyre Forest estaba habitado por 96 981 personas y su densidad de población era de 496,29 hab/km².